# Deutsche Physikalische Gesellschaft
La Deutsche Physikalische Gesellschaft (DPG, Société allemande de physique) est une société savante allemande, regroupant des physiciens, dont le siège est à Bad Honnef. Avec un nombre d'adhérents de 62 000 en 2012, il s'agit de la plus grande société de physique au monde. Elle tient une conférence annuelle (Jahrestagung) et plusieurs conférences au printemps (Frühjahrstagungen), lesquelles se déroulent à différents endroits. Les thèmes sont choisis selon les grandes sections de la DPG.
La DPG est membre de la Société européenne de physique et représente l'Allemagne dans l'Union internationale de physique pure et appliquée.

## Histoire
La société est fondée le 14 janvier 1845 à Berlin sous le nom de Physikalische Gesellschaft zu Berlin dans la maison du physicien Heinrich Gustav Magnus, l'hôtel Magnus. Ses membres fondateurs sont, entre autres, Emil du Bois-Reymond et Ernst Wilhelm von Brücke. Elle est renommée le 1er janvier 1899 en Deutsche Physikalische Gesellschaft. Vers 1918, son nombre d'adhérents était d'environ 750 et dans les années 1930, il était d'environ 1 400. Après la Seconde Guerre mondiale, elle est dissoute par les Alliés et n'est plus qu'un rassemblement de plusieurs associations de physique. La Deutsche Physikalische Gesellschaft est refondée en 1963.
En 1990, la DPG intègre la Physikalische Gesellschaft der DDR. Son siège est choisi à Bad Honnef, dans les locaux du Physikzentrum Bad Honnef (de), fondé en 1976 et qui accueille très régulièrement des conférences. Dans Berlin-Mitte, l'hôtel Magnus héberge une branche de la DPG, ainsi que ses archives historiques.

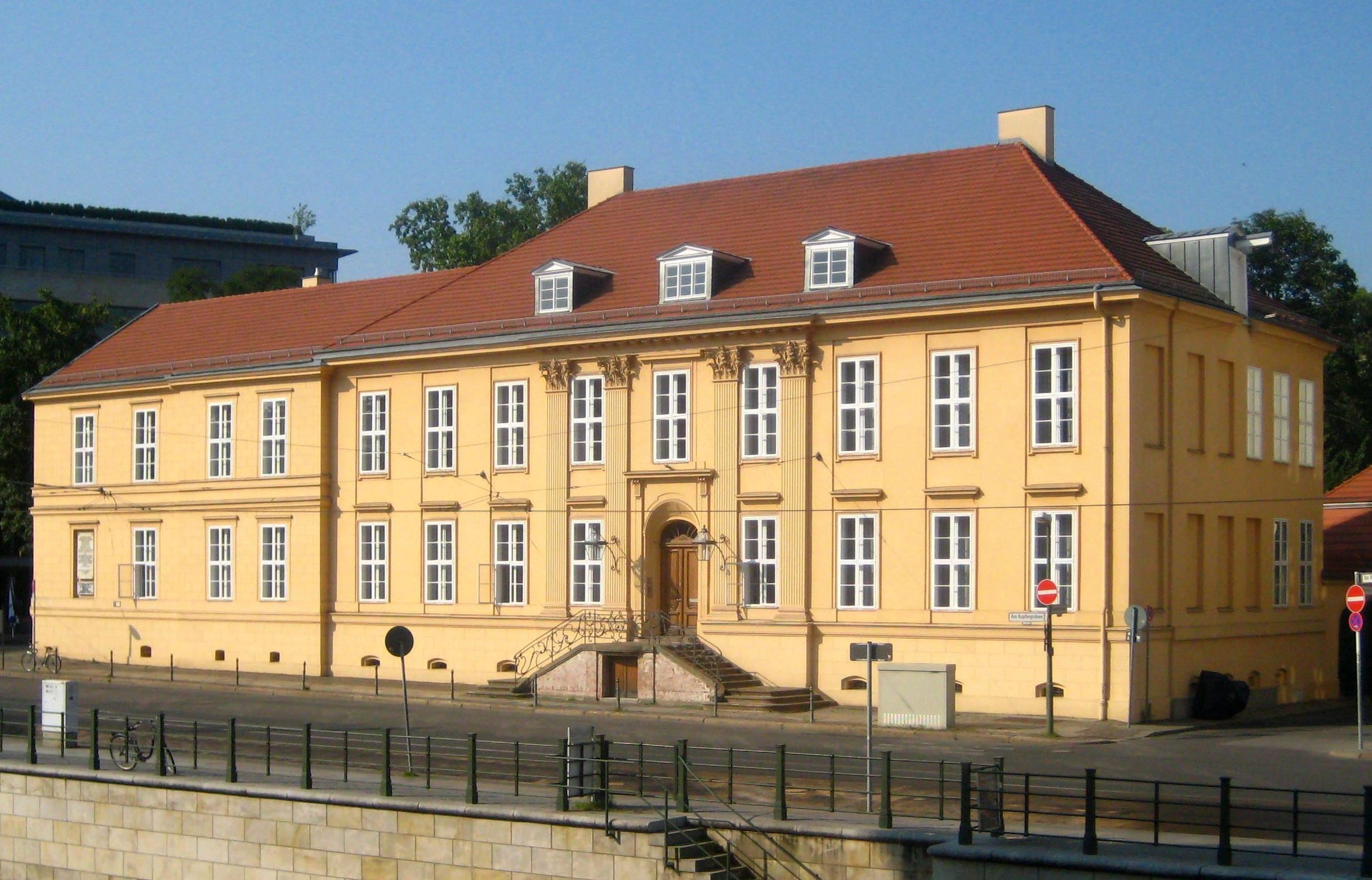
Hôtel Magnus à Berlin, toujours utilisée par la DPG.
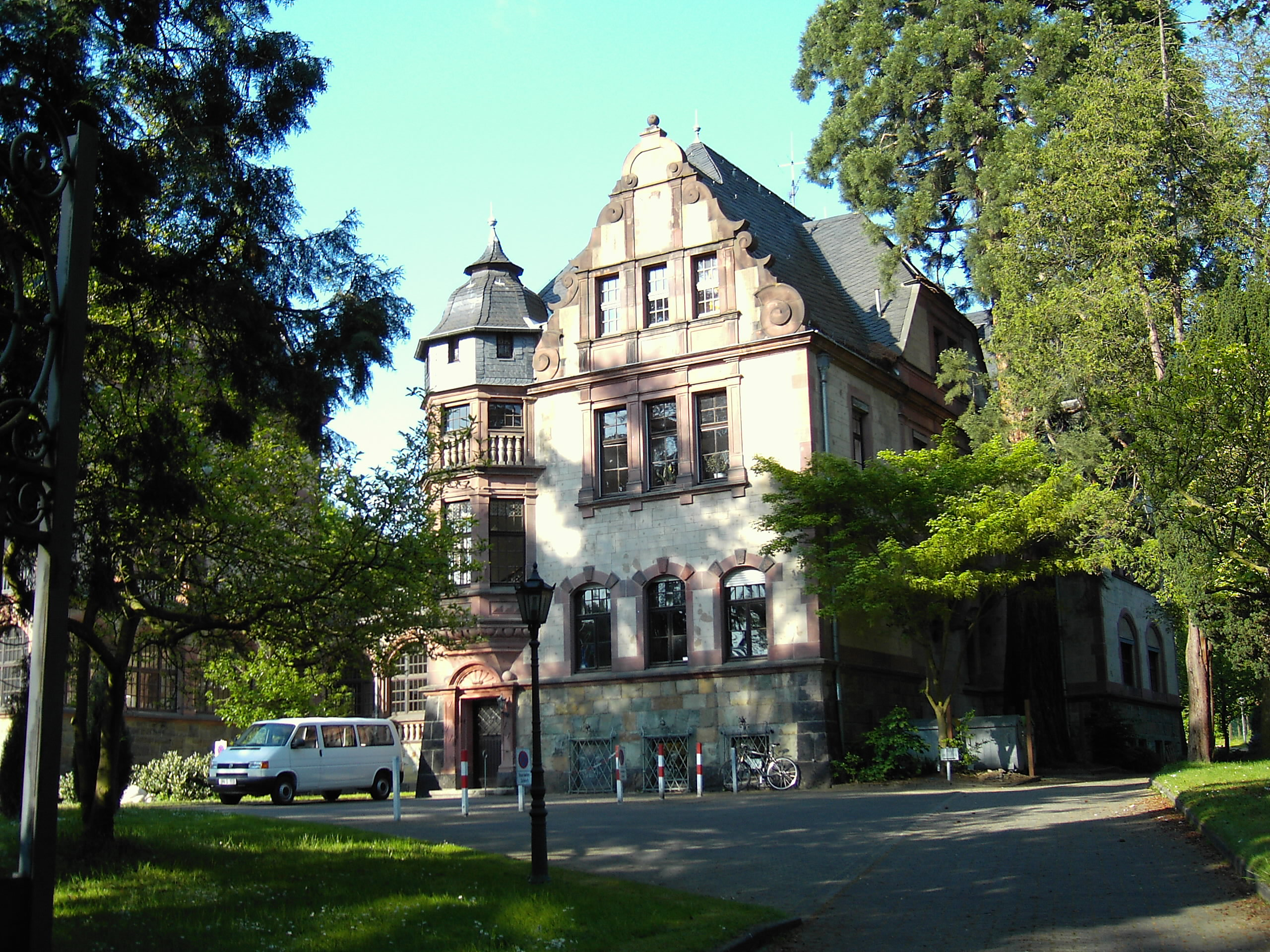
Siège actuel de la DPG à Bad Honnef, près de Bonn.

## Activités
La DPG est une société indépendante et intervient dans les débats officiels sur des thèmes qui entrent dans ses domaines de compétence. Elle représente l'ensemble des physiciens vivant sur le sol allemand et soutient les échanges entre ses membres et avec des collègues à l'étranger.
La DPG ne conduit aucune recherche en physique, mais elle contribue à l'échange d'informations sur les découvertes en physique à travers plusieurs congrès et conférences. Les Frühjahrstagungen, qui se déroulent annuellement en plusieurs endroits vers le mois de mars, réunissent environ 10 000 experts de l'Allemagne et de l'étranger.
La promotion des jeunes chercheurs est un autre sujet important de la DPG : ses conférences permettent aux étudiants de prendre contact avec des scientifiques établis. Il existe au sein de la DPG un réseau national pour les étudiants en physique : la junge DPG. D'autre part, une conférence annuelle a lieu en novembre spécialement pour les physiciennes : la Deutsche Physikerinnentagung.

## Prix et hommages
La DPG remet plusieurs récompenses de renommée internationale pour des contributions de pointe en physique. Les plus importantes sont la médaille Max-Planck en physique théorique et la médaille Stern-Gerlach en physique expérimentale. Certaines récompenses, comme le prix Gustav-Hertz pour les jeunes physiciennes et physiciens, servent à promouvoir la nouvelle génération de chercheurs, d'autres, comme le prix Otto-Hahn (de), sont décernés par la DPG en coopération avec d'autres organisations nationales et internationales. La Medaille für naturwissenschaftliche Publizistik rend hommage à des membres de la DPG qui ont particulièrement contribué à la vulgarisation scientifique en physique. D'autre part, la DPG récompense dans toute l'Allemagne les étudiants qui ont obtenu d'excellents résultats en physique au baccalauréat. Elle soutient des concours d'écoliers comme Jugend forscht, finance des projets d'école innovants et organise des formations pour les enseignants.

## Publications et vulgarisation
Le Physik Journal est un journal distribué aux membres de la DPG qui rapporte les nouvelles en physique et de la DPG. En collaboration avec l'Institute of Physics, la DPG publie un magazine de physique électronique en libre accès, le New Journal of Physics (en), dont les articles sont soumis à une procédure stricte d'évaluation par les pairs. Sous le nom de Verhandlungen apparaît le programme des conférences de la DPG, qui contient chaque année les résumés d'environ 8 000 présentations orales.
Avec des publications de vulgarisation scientifique et l'organisation d'événements publics, la DPG prend part au dialogue entre sciences et société. Parmi ces activités, on peut citer les Highlights der Physik (de). Ce festival de physique annuel, organisé conjointement par la DPG et le ministère fédéral de l'Éducation et de la Recherche (BMBF), s'adresse au grand public avec plus de 30 000 visiteurs en 2011. D'autre part, la DPG anime avec le BMBF un portail web intitulé Welt der Physik afin d'informer le public non-expert sur les progrès en physique.

## Présidents
Ci-dessous la liste des présidents de la DFG depuis sa création, :
| Période   | Nom                          | Période   | Nom                  | Période   | Nom                            |
| --------- | ---------------------------- | --------- | -------------------- | --------- | ------------------------------ |
| 1845–1847 | Gustav Karsten               | 1920-1922 | Max Wien             | 1980–1981 | Horst Rollnik                  |
| 1847–1878 | Emil du Bois-Reymond         | 1922-1924 | F. Himstedt          | 1982–1983 | Hans-Joachim Schmidt-Tiedemann |
| 1878–1895 | Hermann Ludwig von Helmholtz | 1924-1925 | Max Wien             | 1984–1986 | Joachim Treusch                |
| 1895–1897 | Wilhelm von Bezold           | 1925-1927 | Friedrich Paschen    | 1986–1988 | Joachim Trümper                |
| 1899-1905 | Emil Warburg                 | 1927-1929 | Heinrich Konen       | 1988–1990 | Otto G. Folberth               |
| 1905-1906 | Max Planck                   | 1929-1931 | Egon von Schweidler  | 1990–1992 | Theo Mayer-Kuckuk              |
| 1906      | Paul Drude                   | 1931-1933 | Max von Laue         | 1992–1994 | Herwig Schopper                |
| 1906-1907 | Max Planck                   | 1933-1935 | Karl Mey             | 1994–1996 | Hans-Günter Danielmeyer        |
| 1907-1908 | Heinrich Rubens              | 1935-1937 | Jonathan Zenneck     | 1996–1998 | Markus Schwoerer               |
| 1908-1909 | Max Planck                   | 1937-1939 | Peter Debye          | 1998–2000 | Alexander M. Bradshaw          |
| 1909-1910 | Heinrich Rubens              | 1939-1940 | Jonathan Zenneck     | 2000–2002 | Dirk Basting                   |
| 1910-1912 | Ferdinand Kurlbaum           | 1940-1945 | Carl Ramsauer        | 2002–2004 | Roland Sauerbrey               |
| 1912-1914 | Heinrich Rubens              | 1954      | Richard Becker       | 2004–2006 | Knut Urban                     |
| 1914-1915 | Fritz Haber                  | 1956-1957 | Walther Gerlach      | 2006-2008 | Eberhard Umbach                |
| 1915-1916 | Max Planck                   | 1960-1961 | Wilhelm Walcher      | 2008-2010 | Gerd Litfin                    |
| 1916-1918 | Albert Einstein              | 1966-1967 | Wolfgang Finkelnburg | 2010-2012 | Wolfgang Sandner               |
| 1918-1919 | Max Wien                     | 1964-1965 | Friedrich Bopp       | 2012-     | Johanna Stachel                |
| 1919-1920 | Arnold Sommerfeld            | 1978-1979 | Heinrich Welker      |           |                                |